# Steatomys pratensis
Steatomys pratensis es una especie de roedor de la familia Nesomyidae.

## Distribución geográfica
Se encuentran en Angola, Botsuana, Camerún, República Centroafricana, República Democrática del Congo, Malaui, Mozambique, Namibia, Sudáfrica, Sudán del Sur, Tanzania, Zambia y Zimbabue.